# AFC Ajax in het seizoen 2021/22 (vrouwen)
Het seizoen 2021/2022 was het 10e jaar in het bestaan van de Amsterdamse vrouwenvoetbalclub Ajax. De club kwam uit in de Eredivisie en eindigde op de tweede plaats. In het toernooi om de KNVB beker werd er in de finale gewonnen van PSV met 2–1.

## Eredivisie
|                       | ADO Den Haag | VV Alkmaar | Excelsior | Feyenoord | sc Heerenveen | PEC Zwolle | PSV       | FC Twente |
| --------------------- | ------------ | ---------- | --------- | --------- | ------------- | ---------- | --------- | --------- |
| Thuis                 | 2 – 1        | 5 – 0      | 2 – 0     | 2 – 0     | 2 – 1         | 3 – 0      | 5 – 1     | 0 – 1     |
| Uit                   | 0 – 0        | 1 – 4      | 1 – 7     | 4 – 1     | 0 – 4         | 1 – 3      | 1 – 2     | 3 – 2     |
| Derde competitieronde | 1 – 1 (U)    | 2 – 8 (U)  | 2 – 0 (T) | 1 – 4 (U) | 0 – 2 (U)     | 7 – 0 (T)  | 0 – 0 (T) | 2 – 3 (T) |

| Speelronde 1                                                                          | Excelsior | 1 – 7 (0 – 3)    | Ajax | Opstelling Ajax |
| 27 augustus 2021 Aanvangstijd: 19.30 uur Plaats: Rotterdam Van Donge & De Roo Stadion | Daniëlle Noordermeer 72' | Wedstrijdverslag | 10' Victoria Pelova 27' Romée Leuchter 39' Quinty Sabajo 48' Chasity Grant 63', 79', 86' Nikita Tromp                                | Kop, Doorn, De Sanders, Van der Linden ( 46' Zeeman), Verhoeve ( 79' Altelaar), Sabajo ( 61' Spitse), Noordam, Pelova ( 61' Hoekstra), Tromp, Leuchter, Grant ( 73' Bakker)                                                   |
| Speelronde 2                                                                          | Ajax | 0 – 1 (0 – 0)    | FC Twente | Opstelling Ajax |
| 5 september 2021 Aanvangstijd: 12.15 uur Plaats: Amsterdam Sportpark De Toekomst      | Soraya Verhoeve 49' | Wedstrijdverslag | 78' Kayleigh van Dooren | Kop, De Sanders, Doorn ( 83' Bakker), Van der Gragt, Verhoeve, Sabajo ( 62' Spitse), Noordam, Pelova, Tromp ( 62' Hoekstra), Leuchter, Grant                                                                                  |
| Speelronde 3                                                                          | ADO Den Haag | 0 – 0 (0 – 0)    | Ajax | Opstelling Ajax |
| 12 september 2021 Aanvangstijd: 12.15 uur Plaats: Den Haag Bingoal Stadion            | Nikki IJzerman 80' Pleun Raaijmakers 90+4'                                                                                        | Wedstrijdverslag | 90+4' Stefanie van der Gragt | Pothof, De Sanders, Doorn, Van der Gragt, Verhoeve ( 89' Van der Linden), Noordam, Spitse ( 78' Sabajo), Pelova, Tromp ( 59' Bakker), Leuchter, Grant ( 59' Hoekstra)                                                         |
| Speelronde 4                                                                          | Ajax | 2 – 1 (0 – 0)    | sc Heerenveen | Opstelling Ajax |
| 24 september 2021 Aanvangstijd: 19.30 uur Plaats: Amsterdam Sportpark De Toekomst     | Chasity Grant 50' Kay-lee de Sanders 84' Eshly Bakker 90'                                                                         | Wedstrijdverslag | 78' Roos van der Veen | Pothof, De Sanders, Doorn, Van der Linden, Van der Most, Noordam, Spitse, Pelova, Van den Bighelaar ( 86' Bakker), Leuchter ( 73' Hoekstra), Grant                                                                            |
| Speelronde 5                                                                          | Feyenoord | 4 – 1 (2 – 1)    | Ajax | Opstelling Ajax |
| 3 oktober 2021 Aanvangstijd: 12.15 uur Plaats: Rotterdam Sportcomplex Varkenoord      | Jada Conijnenberg 11' Maxime Bennink 36' Sophie Cobussen 58' Annouk Boshuizen 71' Cheyenne van den Goorbergh 75' Pia Rijsdijk 78' | Wedstrijdverslag | 38' Nadine Noordam 54' Stefanie van der Gragt 84' Vita van der Linden                                                                | Pothof, Van der Most, Doorn, Van der Gragt, Van der Linden, Noordam ( 76' Bakker, Spitse, Pelova, Van den Bighelaar ( 59' De Sanders), Leuchter                                                                               |
| Speelronde 6                                                                          | Ajax | 5 – 0 (1 – 0)    | VV Alkmaar | Opstelling Ajax |
| 8 oktober 2021 Aanvangstijd: 19.30 uur Plaats: Amsterdam Sportpark De Toekomst        | Marjolijn van den Bighelaar 32', 72' (pen.) Sherida Spitse 35' Nadine Noordam 68' Nikita Tromp 83' Chasity Grant 85'              | Wedstrijdverslag | 65' Judith Roosjen 77' Anna Ruiter                                                                                                   | Van Eijk, Van der Most ( 88' Bouzerrade), Doorn, De Sanders, Van der Linden, Noordam, Spitse ( 80' Tromp), Pelova, Bakker ( 80' Hoekstra), Van den Bighelaar, Leuchter ( 61' Grant)                                           |
| Speelronde 8                                                                          | PEC Zwolle | 1 – 3 (1 – 1)    | Ajax | Opstelling Ajax |
| 31 oktober 2021 Aanvangstijd: 12.15 uur Plaats: Zwolle MAC³PARK stadion               | Marushka van Olst 43' | Wedstrijdverslag | 5' Victoria Pelova 61', 66' Romée Leuchter                                                                                           | Van Eijk, Van der Most, Doorn, De Sanders, Van der Linden, Noordam, Spitse, Pelova, Grant, Van den Bighelaar ( 44' Leuchter), Tromp ( 82' (Hoekstra)                                                                          |
| Speelronde 9                                                                          | Ajax | 5 – 1 (3 – 0)    | PSV | Opstelling Ajax |
| 7 november 2021 Aanvangstijd: 12.15 uur Plaats: Amsterdam Sportpark De Toekomst       | Marjolijn van den Bighelaar 2' Nadine Noordam 26' Chasity Grant 27' 43' Romée Leuchter 68', 75' Kay-lee de Sanders 86'            | Wedstrijdverslag | Anika Rodriguez 72' Mandy van den Berg                                                                                               | Van Eijk, Van der Most ( 40' Doorn), De Sanders, Van der Gragt, Van der Linden, Noordam ( 82' Altelaar), Spitse ( 69' Tromp), Pelova, Grant ( 82' (Hoekstra), Leuchter, Van den Bighelaar ( 69' Bakker)                       |
| Speelronde 10                                                                         | FC Twente | 3 – 2 (1 – 0)    | Ajax | Opstelling Ajax |
| 14 november 2021 Aanvangstijd: 12.15 uur Plaats: Enschede De Grolsch Veste            | Renate Jansen 13' Bente Jansen 40' Fenna Kalma 52' Kerstin Casparij 79' 90+3' Kayleigh van Dooren 82'                             | Wedstrijdverslag | 51' Kay-lee de Sanders 72', 84' (pen.) Romée Leuchter                                                                                | Van Eijk, Van der Most ( 81' Hoekstra), De Sanders, Van der Gragt, Van der Linden, Noordam, Spitse, Pelova, Grant, Leuchter, Tromp ( 60' Bakker)                                                                              |
| Speelronde 11                                                                         | Ajax | 2 – 0 (2 – 0)    | Excelsior | Opstelling Ajax |
| 21 november 2021 Aanvangstijd: 12.15 uur Plaats: Amsterdam Sportpark De Toekomst      | Romée Leuchter 35' Victoria Pelova 41'                                                                                            | Wedstrijdverslag | | Van Eijk, Van der Most ( 77' Tromp), De Sanders, Doorn, Van der Linden ( 77' Kardinaal), Noordam, Spitse, Pelova, Grant, Leuchter, Tromp ( 60' Bakker)                                                                        |
| Speelronde 13                                                                         | VV Alkmaar | 1 – 4 (1 – 2)    | Ajax | Opstelling Ajax |
| 12 december 2021 Aanvangstijd: 12.15 uur Plaats: Alkmaar Sportpark Robonsbosweg       | Veerle van der Most 37' | Wedstrijdverslag | 10' Victoria Pelova 20' Eshly Bakker 63' Romée Leuchter 90+1' (e.d.) Maudy Stoop                                                     | Van Eijk, Van der Most, De Sanders, Doorn, Van der Linden, Noordam ( 81' Stiekema), Spitse, Pelova ( 66' Tromp), Grant, Leuchter, Bakker ( 72' Hoekstra)                                                                      |
| Speelronde 14                                                                         | Ajax | 2 – 0 (0 – 0)    | Feyenoord | Opstelling Ajax |
| 19 december 2021 Aanvangstijd: 12.15 uur Plaats: Amsterdam Sportpark De Toekomst      | Chasity Grant 10' Romée Leuchter 52' (pen.) Kay-lee de Sanders 86' Liza van der Most 90+3'                                        | Wedstrijdverslag | 83' Maxime Bennink 90+4' Jada Conijnenberg                                                                                           | Van Eijk, Van der Most, Van der Gragt ( 60' De Sanders), Doorn, Van der Linden ( 67' Altelaar), Noordam, Spitse, Pelova ( 46' Hoekstra), Grant ( 90' Zeeman), Leuchter, Bakker ( 72' Hoekstra)                                |
| Speelronde 15                                                                         | Ajax | 2 – 1 (0 – 1)    | ADO Den Haag | Opstelling Ajax |
| 14 januari 2022 Aanvangstijd: 19.30 uur Plaats: Amsterdam Sportpark De Toekomst       | Zaina Bouzerrade 16' Victoria Pelova 51' Lisa Doorn 60' Stefanie van der Gragt 65' Jamie Altelaar 90+1'                           | Wedstrijdverslag | 13' Liz Rijsbergen 24' Maartje Looijen                                                                                               | Van Eijk, Bouzerrade ( 46' Hoekstra), Van der Gragt, Doorn, Van de Velde ( 63' Altelaar), Noordam, Spitse, Pelova, Grant, Leuchter, Bakker                                                                                    |
| Speelronde 16 (inhaalduel)                                                            | sc Heerenveen | 0 – 4 (0 – 2)    | Ajax | Opstelling Ajax |
| 9 februari 2022 Aanvangstijd: 19.30 uur Plaats: Heerenveen Sportpark Skoatterwald     | Dana Foederer 59' | Wedstrijdverslag | 19' Chasity Grant 40', 59' (pen.) Romée Leuchter 84' Nikita Tromp                                                                    | Van Eijk, Van der Most ( 71' Kardinaal), Van der Gragt, Doorn, Van de Velde ( 81' Altelaar), Noordam ( 65' Sabajo), Spitse, Pelova, Grant ( 66' Hoekstra), Leuchter ( 72' Tromp), Bakker                                      |
| Speelronde 18                                                                         | Ajax | 3 – 0 (1 – 0)    | PEC Zwolle | Opstelling Ajax |
| 12 februari 2022 Aanvangstijd: 19.30 uur Plaats: Amsterdam Sportpark De Toekomst      | Romée Leuchter 12' Jonna van de Velde 66' Tiny Hoekstra 84'                                                                       | Wedstrijdverslag | | Van Eijk, Van der Most ( 67' Kardinaal), Van der Gragt, Doorn, Van de Velde ( 79' Altelaar), Noordam, Spitse, Pelova, Grant, Leuchter, Bakker ( 79' Hoekstra)                                                                 |
| Speelronde 17 (inhaalduel)                                                            | PSV | 1 – 2 (0 – 0)    | Ajax | Opstelling Ajax |
| 28 februari 2022 Aanvangstijd: 19.30 uur Plaats: Eindhoven PSV Campus De Herdgang     | Desiree van Lunteren 49' Amalie Thestrup 51'                                                                                      | Wedstrijdverslag | 70' Sherida Spitse 73' Romée Leuchter 83' Van de Velde                                                                               | Van Eijk, Van der Most, Van der Gragt, Doorn, Van de Velde, Noordam, Spitse, Pelova, Grant ( 71' Hoekstra) ( 90' De Sanders), Leuchter, Bakker                                                                                |
| Speelronde 19                                                                         | Ajax | 2 – 0 (0 – 0)    | VV Alkmaar | Opstelling Ajax |
| 4 maart 2022 Aanvangstijd: 19.30 uur Plaats: Amsterdam Sportpark De Toekomst          | Nadine Noordam 23' Romée Leuchter 62', 68'                                                                                        | Wedstrijdverslag | 43' Kim Smal | Van Eijk, Van der Most, Van der Gragt, Doorn ( 80' De Sanders), Van de Velde ( 80' Altelaar), Noordam, Spitse ( 85' Munsterman), Pelova ( 74' Sabajo), Grant ( 71' Hoekstra) ( 90' De Sanders), Leuchter, Bakker ( 85' Tromp) |
| Speelronde 20                                                                         | ADO Den Haag | 1 – 1 (1 – 0)    | Ajax | Opstelling Ajax |
| 16 maart 2022 Aanvangstijd: 19.30 uur Plaats: Den Haag Bingoal Stadion                | Kirsten van de Westeringh 41' Liz Rijsbergen 75'                                                                                  | Wedstrijdverslag | 82' Chasity Grant | Van Eijk, Van der Most ( 62' Hoekstra), Van der Gragt, Doorn ( 75' Sabajo), Van de Velde, Noordam, Spitse, Pelova ( 88' De Sanders), Grant, Leuchter, Bakker                                                                  |
| Speelronde 21                                                                         | Ajax | 0 – 0 (0 – 0)    | PSV | Opstelling Ajax |
| 27 maart 2022 Aanvangstijd: 12.15 uur Plaats: Amsterdam Sportpark De Toekomst         | | Wedstrijdverslag | | Van Eijk, Van der Most, De Sanders, Doorn, Van de Velde, Noordam ( 86' Hoekstra), Spitse, Pelova, Grant, Leuchter, Bakker |
| Speelronde 23                                                                         | Excelsior | 2 – 8 (1 – 3)    | Ajax | Opstelling Ajax |
| 24 april 2023 Aanvangstijd: 12.15 uur Plaats: Rotterdam Van Donge & De Roo Stadion    | Rachel Kleine 20' Daniëlle Noordermeer 59' Iris van Bokhoven 65'                                                                  | Wedstrijdverslag | 6', 34', 55', 90' Romée Leuchter 14' Liza van der Most 18', 81' Tiny Hoekstra 63' Chasity Grant 76' Sherida Spitse 87' Quinty Sabajo | Van Eijk, Van der Most ( 66' Bakker), Van der Gragt ( 46' De Sanders), Van de Velde ( 74' Altelaar), Noordam ( 61' Sabajo), Spitse, Pelova ( 61' Munsterman), Grant, Tromp, Hoekstra, Leuchter                                |
| Speelronde 24                                                                         | sc Heerenveen | 0 – 2 (0 – 1)    | Ajax | Opstelling Ajax |
| 29 april 2022 Aanvangstijd: 19.30 uur Plaats: Heerenveen Sportpark Skoatterwald       | | Wedstrijdverslag | 21' Romée Leuchter 66' Stefanie van der Gragt 84' Nadine Noordam                                                                     | Van Eijk, De Sanders), Van der Gragt, Doorn, Van de Velde, Noordam, Spitse, Pelova, Grant ( 70' Hoekstra), Leuchter, Tromp ( 63' Sabajo)                                                                                      |
| Speelronde 25                                                                         | Ajax | 7 – 0 (2 – 0)    | PEC Zwolle | Opstelling Ajax |
| 8 mei 2022 Aanvangstijd: 12.15 uur Plaats: Amsterdam Sportpark De Toekomst            | Nikita Tromp 8' Chasity Grant 37' Nadine Noordam 53', 56' Romée Leuchter 61' Nikita Tromp 64' 90' Tiny Hoekstra 83'               | Wedstrijdverslag | | Van Eijk, De Sanders, Van der Gragt, Doorn, Van de Velde ( 81' Zeeman), Noordam ( 72' Munsterman), Spitse ( 81' Bouzerrade), Pelova, Grant ( 72' Sabajo), Leuchter ( 63' Hoekstra), Tromp                                     |
| Speelronde 26                                                                         | Feyenoord | 1 – 4 (1 – 4)    | Ajax | Opstelling Ajax |
| 14 mei 2022 Aanvangstijd: 14.00 uur Plaats: Rotterdam De Kuip                         | Kim Hendriks 25' Sophie Cobussen 63'                                                                                              | Wedstrijdverslag | 6' Romée Leuchter 12' Nikita Tromp 16' Chasity Grant 32' Victoria Pelova                                                             | Van Eijk, De Sanders, Van der Gragt ( 46' Van Gool), Doorn, Van de Velde ( 86' Bouzerrade), Noordam ( 86' Sabajo), Spitse, Pelova, Grant, Leuchter ( 90' Munsterman), Tromp ( 72' Hoekstra)                                   |
| Speelronde 27                                                                         | Ajax | 2 – 3 (2 – 0)    | FC Twente | Opstelling Ajax |
| 20 mei 2022 Aanvangstijd: 19.30 uur Plaats: Amsterdam De Toekomst                     | Romée Leuchter 27' Chasity Grant 35'                                                                                              | Wedstrijdverslag | 47' Anna-Lena Stolze 84' Elena Dhont 88' Kim Everaerts                                                                               | Van Eijk, De Sanders ( 79' Kardinaal), Van der Gragt, Doorn, Van de Velde, Noordam, Spitse, Pelova, Grant, Leuchter ( 85' Tromp), Bakker ( 68' Hoekstra)                                                                      |

## KNVB beker
| Achtste finale                                                          | DTS Ede                | 0 – 7 (0 – 5) | Ajax                                                                                                   |
| 29 januari 2022 Aanvangstijd: 17.00 uur Plaats: Ede Sportpark Inschoten |                        |               | 17' Victoria Pelova 37', 42' Chasity Grant 41' Romée Leuchter 44' Nadine Noordam 55', 84' Nikita Tromp |
| Kwartfinale                                                             | FC Twente              | 1 – 5 (1 – 2) | Ajax                                                                                                   |
| 9 maart 2022 Aanvangstijd: 19.30 uur Plaats: Enschede Het Diekman       | Kayleigh van Dooren 7' |               | 16' (e.d.) Kika van Es 40', 84' Chasity Grant 54' Jonna van de Velde 57' Romée Leuchter                |
| Halve finale                                                            | Excelsior              | 1 – 0 (0 – 0) | Ajax                                                                                                   |
| 19 maart 2022 Aanvangstijd: 19.30 uur Plaats: Amsterdam De Toekomst     | Chasity Grant 52'      |               | |
| Finale                                                                  | PSV                    | 1 – 2 (0 – 1) | Ajax                                                                                                   |
| 18 april 2022 Aanvangstijd: 14.30 uur Plaats: Nijmegen Goffertstadion   | Amalie Thestrup 74'    |               | 39' Nadine Noordam 76' Romée Leuchter                                                                  |

## Eredivisie Cup
| Halve finale                                                      | PSV                                                           | 0 – 2 (0 – 1) | Ajax                                          |
| 26 mei 2022 Aanvangstijd: 14.30 uur Plaats: Eindhoven De Herdgang |                                                               |               | 11' Nadine Noordam 47' Stefanie van der Gragt |
| Halve finale                                                      | Ajax                                                          | 3 – 0 (3 – 0) | PSV                                           |
| 29 mei 2022 Aanvangstijd: 14.30 uur Plaats: Amsterdam De Toekomst | Romée Leuchter 28' Victoria Pelova 39', 41'                   |               |                                               |
| Finale                                                            | FC Twente                                                     | 4 – 3 (1 – 1) | Ajax                                          |
| 5 juni 2022 Aanvangstijd: 15.00 uur Plaats: Enschede Het Diekman  | Anna-Lena Stolze Regina van Eijk 53' (e.d.) Renate Jansen 70' |               | 18', 67' Romée Leuchter 89' Tiny Hoekstra     |

## Statistieken Ajax 2021/2022

### Eindstand Ajax in de Nederlandse Eredivisie Vrouwen 2021 / 2022
| Stand | Gespeeld | Gewonnen | Gelijk | Verloren | Punten | Doelpunten voor | Doelpunten tegen | Gele kaarten | Rode kaarten |
| ----- | -------- | -------- | ------ | -------- | ------ | --------------- | ---------------- | ------------ | ------------ |
| 2e    | 24       | 17       | 3      | 4        | 54     | 70              | 22               | 22           | 1            |

### Topscorers
| #      | Naam                        | Goal |
| ------ | --------------------------- | ---- |
| 1.     | Romée Leuchter              | 25   |
| 2.     | Chasity Grant               | 10   |
| 3.     | Nikita Tromp                | 7    |
| 4.     | Victoria Pelova             | 6    |
| 5.     | Nadine Noordam              | 5    |
| 6.     | Tiny Hoekstra               | 4    |
| 7.     | Marjolijn van den Bighelaar | 3    |
| 8.     | Eshly Bakker                | 2    |
| 8.     | Stefanie van der Gragt      | 2    |
| 8.     | Sherida Spitse              | 2    |
| 11.    | Quinty Sabajo               | 1    |
| 11.    | Jonna van de Velde          | 1    |
| Totaal | Totaal                      | 70   |

| #              | Naam                    | Goal |
| -------------- | ----------------------- | ---- |
| 1.             | Chasity Grant           | 5    |
| 2.             | Romée Leuchter          | 3    |
| 3.             | Nadine Noordam          | 2    |
| 3.             | Nikita Tromp            | 2    |
| 5.             | Victoria Pelova         | 1    |
| 5.             | Jonna van de Velde      | 1    |
| Eigen doelpunt |                         |      |
| 1.             | Kika van Es (FC Twente) | 1    |
| Totaal         | Totaal                  | 15   |

| #      | Naam                   | Goal |
| ------ | ---------------------- | ---- |
| 1.     | Romée Leuchter         | 3    |
| 2.     | Victoria Pelova        | 2    |
| 3.     | Stefanie van der Gragt | 1    |
| 3.     | Tiny Hoekstra          | 1    |
| 3.     | Nadine Noordam         | 1    |
| Totaal | Totaal                 | 8    |

### Kaarten
| #      | Naam                   | Kreeg geel |
| ------ | ---------------------- | ---------- |
| 1.     | Kay-lee de Sanders     | 4          |
| 2.     | Stefanie van der Gragt | 2          |
| 2.     | Chasity Grant          | 2          |
| 2.     | Liza van der Most      | 2          |
| 2.     | Nadine Noordam         | 2          |
| 2.     | Jonna van de Velde     | 2          |
| 7.     | Jamie Altelaar         | 1          |
| 7.     | Zaina Bouzerrade       | 1          |
| 7.     | Lisa Doorn             | 1          |
| 7.     | Vita van der Linden    | 1          |
| 7.     | Quinty Sabajo          | 1          |
| 7.     | Sherida Spitse         | 1          |
| 7.     | Nikita Tromp           | 1          |
| 7.     | Soraya Verhoeve        | 1          |
| Totaal | Totaal                 | 22         |

| #      | Naam           | Kreeg voor de tweede keer geel en dus rood |
| ------ | -------------- | ------------------------------------------ |
| –      | Geen speelster | 0                                          |
| Totaal | Totaal         | 0                                          |

| #      | Naam                   | Weggestuurd |
| ------ | ---------------------- | ----------- |
| 1.     | Stefanie van der Gragt | 1           |
| Totaal | Totaal                 | 1           |

## Voetnoten
ADO Den Haag · 
Ajax · 
VV Alkmaar · 
Excelsior · 
Feyenoord · 
sc Heerenveen · 
PEC Zwolle · 
PSV · 
FC Twente